# Kathrin Schmidt
Kathrin Schmidt (ur. 12 marca 1958 w Gocie) – niemiecka pisarka.

## Biografia
W latach 1976–1981 Kathrin Schmidt studiowała psychologię na Uniwersytecie Friedricha Schillera w Jenie. Po ukończeniu studiów w latach 1981–1982 była asystentką naukową na Uniwersytecie w Lipsku, następnie pracowała jako psycholog dziecięcy w szpitalu powiatowym w Rüdersdorf.
W latach 1990–1991 pracowała jako redaktorka feministycznego czasopisma dla kobiet Ypsilon.
Od 1994 r. pozostaje niezależną autorką oraz członkiem Niemieckiego Centrum PEN.

## Twórczość
Kathrin Schmidt zaczęła pisać już jako nastolatka i początkowo publikowała tylko lirykę. Jej wiersze charakteryzują się wyrazistym metrum, mocnym językiem oraz często stosowaną grą słów.
Pisarka odznacza się bogatym słownictwem oraz wybujałą fantazją, co można dostrzec w jej powieściach.
Jej największym dotychczasowym sukcesem literackim jest autobiograficznie ubarwiona powieść Du stirbst nicht (Nie umrzesz). Autorka przedstawia w niej historię pisarki Heleny, która po udarze mózgu próbuje powrócić do zdrowia. Bohaterka powieści musi zmierzyć się z brakiem kontroli nad swoim ciałem i uczy się mówić od nowa. Książka sprzedała się w nakładzie 150000 egzemplarzy i została wyróżniona nagrodą Deutscher Buchpreis.

## Teksty literackie
Poezja
- Kathrin Schmidt. Gedichte. Berlin 1982 (= Poesiealbum (Lyrikreihe). # 179).
- Ein Engel fliegt durch die Tapetenfabrik. Gedichte. Neues Leben, Berlin 1987, ISBN 3-355-00382-4.
- Flußbild mit Engel. Gedichte. Suhrkamp, Frankfurt am Main 1995, ISBN 3-518-11931-1. Wiederauflage: München 2000, ISBN 3-935284-14-4 (Lyrikedition 2000).
- Go-In der Belladonnen. Gedichte. Kiepenheuer & Witsch, Köln 2000, ISBN 3-462-02933-9.
- mit Karl-Georg Hirsch: Totentänze. Gedichte. Leipzig 2001.
- Blinde Bienen. Gedichte. Kiepenheuer & Witsch, Köln 2010, ISBN 978-3-462-04193-4.

Powieści
- Die Gunnar-Lennefsen-Expedition, Kiepenheuer & Witsch, Köln 1998, ISBN 978-3-442-73583-9.
- Koenigs Kinder. Kiepenheuer & Witsch, Köln 2002, ISBN 3-462-03129-5.
- Seebachs schwarze Katzen. Kiepenheuer & Witsch, Köln 2005, ISBN 3-462-03612-2.
- Du stirbst nicht, Kiepenheuer & Witsch, Köln 2009, ISBN 978-3-462-04098-2.
- Kapoks Schwestern, Kiepenheuer & Witsch, Köln 2016, ISBN 978-3-462-04924-4.

Opowiadania
- Sticky ends. Science-fiction-Novelle. Eichborn, Frankfurt am Main 2000, ISBN 3-8218-0682-6.
- Drei Karpfen blau. Kurzprosa. Berliner Handpresse, Berlin 2000.
- Finito. Schwamm drüber. Erzählungen. Kiepenheuer & Witsch, Köln 2011, ISBN 978-3-462-04317-4.
- Tiefer Schafsee und andere Erzählungen, mit drei Farbradierungen von Madeleine Heublein, Leipziger Bibliophilen-Abend 2016.

Redakcja
- Poetenseminar 1989. 1990.
- wraz z Christophem Buchwald: Jahrbuch der Lyrik. 2011.

## Wyróżnienia
- 1988: Anna Seghers-Preis
- 1993: Leonce-und-Lena-Preis
- 1994: Lyrikpreis Meran
- 1994: Arbeitsstipendium des Deutschen Literaturfonds
- 1997: Stadtschreiberin von Berlin-Hellersdorf
- 1998: Preis des Landes Kärnten beim Ingeborg-Bachmann-Wettbewerb w Klagenfurcie
- 1998: Arbeitsstipendium des Deutschen Literaturfonds
- 1998: Förderpreis zum Heimito von Doderer-Literaturpreis
- 1998: Literaturförderpreis der GEDOK
- 2000: Arbeitsstipendium des Deutschen Literaturfonds
- 2001: Deutscher Kritikerpreis
- 2003: Droste-Preis der Stadt Meersburg
- 2005: Kunstpreis Literatur der Land Brandenburg Lotto GmbH[3].
- 2009: Preis der SWR-Bestenliste
- 2009: Deutscher Buchpreis za powieść Du stirbst nicht
- 2010: Deutsche Akademie Rom Villa Massimo
- 2011: Novi Sad International Literature Award for Poetry
- 2011: Preis der Stahlstiftung Eisenhüttenstadt
- 2012: Arbeitsstipendium des Deutschen Literaturfonds
- 2012: Aufenthaltsstipendium der Sinecure Landsdorf ( 2014)
- 2013: Thüringer Literaturpreis